# Dryopsophus longipes
Espèce
Synonymes
- Cyclorana longipes Tyler & Martin, 1977
- Litoria longipes (Tyler & Martin, 1977)

Statut de conservation UICN

 LC  : Préoccupation mineure
Dryopsophus longipes est une espèce d'amphibiens de la famille des Pelodryadidae.

## Répartition
Cette espèce est endémique du Nord de l'Australie. Elle se rencontre jusqu'à 500 m d'altitude :
- dans la région de Kimberley en Australie-Occidentale ;
- dans le nord du Territoire du Nord ;
- dans le nord du Queensland.

Son aire de répartition couvre environ 1 216 800 km2.

## Description
Litoria longipes mesure de 37 à 46 mm pour les mâles et de 36 à 48 mm pour les femelles. Cette espèce a la face dorsale brun terne recouverte par de grandes taches irrégulières brun foncé de forme allongée. Elle présente une ligne longitudinale pâle très fine à ses deux extrémités mais s'élargissant au niveau des lombaires. Une grande rayure sombre bien délimitée s'étend de la pointe du museau jusqu'au tympan en passant par l’œil. Sa face ventrale est crème terne.
Les accouplements ont lieu en été au début de la saison des pluies. Les pontes comportent entre 50 et 2 000 œufs déposés en eau peu profonde où ils se développent sur le fond. Les têtards se métamorphosent au bout d'un mois.
Elle vit la saison sèche enfouie dans le sol et habite les prairies des plaines des régions sèches tropicales et subtropicales.

## Publication originale
- Tyler & Martin, 1977 : Taxonomic studies in some leptodactylid frogs of the genus Cyclorana Steindachner. Records of the South Australian Museum, vol. 17, no 15, p. 261-276 (texte intégral).